# Ananda Lewis
Ananda Lewis (ur. 21 marca 1973 w San Diego, zm. 11 czerwca 2025 w Los Angeles) – amerykańska modelka i osobowość telewizyjna pochodzenia afrykańskiego.
W 2001 prowadziła swój autorski program telewizyjny – The Ananda Lewis Show. W 2000 znalazła się w rankingu pięćdziesięciu najpiękniejszych ludzi świata magazynu People.